# 科林·戈登
科林·戈登（英語：Colin Gordon，1907年12月24日—1960年8月22日），英国男子田径运动员。他曾代表英属圭亚那参加1930年大英帝国运动会田径比赛，获得一枚银牌。他也曾参加1928年夏季奥林匹克运动会。